# Frank Fahrenhorst
Frank Fahrenhorst (Kamen, 1977. szeptember 24. –) német labdarúgóhátvéd.

## Pályafutása

### A válogatottban
1998-ban kétszer lépett játszott a német U21-es válogatottban és négyszer az olimpiai válogatottban.
2004. augusztus 18-án mutatkozott be a német válogatottban Ausztria elleni találkozón. Szeptember 8-án a Brazília elleni barátságos mérkőzésen is pályára lépett.